# Vi novell
Un vi novell és el primer vi de la temporada, que té només uns mesos d'envelliment. És un vi fresc, afruitat, franc, lleuger i espurnejant, delicat i sensible a canvis. Conté les característiques i l'aroma del raïm amb què ha estat elaborat, i manté una concentració de carbònic natural de la seva fermentació.
És un vi que s'ha de consumir a la mateixa temporada. A l'etiqueta consta l'any de la collita i s'embotella al novembre o desembre. En canvi, un vi jove es pot embotellar a partir del gener.
Tradicionalment al mes de novembre es feia l'operació d'espinjolar o aixetonar les bótes per tastar el vi de la verema de l'estiu. La bóta que tenia la millor aroma i mantenia el picant del gas carbònic de la fermentació era destinada al consum de la tardor. Els establiments on es comercialitzava el vi novell tenien penjada a la porta una branca de pi que es renovava cada any per indicar l'arribada d'un nou vi novell.
Cada any durant el novembre se celebren a diferents llocs fires i festes del vi novell. L'11 de novembre, festa de Sant Martí, l'Institut Català de la Vinya i el Vi celebra la diada del vi novell. Al Garraf i al Baix Penedès s'associa la festa amb el xató, derivat de l'operació d'aixetonar, i a l'Empordà és popular el vi novell rosat. Al Bages se celebra a Manresa el primer diumenge de desembre coincidint amb la Fira de Sant Andreu i organitzada per Vins Tomasa, A Mallorca se celebra l'últim cap de setmana de novembre a Santa Maria del Camí.